# Шарль де Мелён
Шарль де Мелён (фр. Charles de Melun; ум. 20 или 22 августа 1468, Лез-Андели), сеньор де Нантуйе — французский государственный и военный деятель.

## Биография
Принадлежал к линии сеньоров де Ла-Борд Мелёнского дома. Сын Филиппа де Мелёна, сеньора де Ла-Борд-ле-Виконт, и Жанны, дамы де Нантуйе.
Сеньор де Норманвиль, де Люминьи и де Шампиньи-сюр-Марн, барон де Ланд, рыцарь, советник и камергер короля, бальи Эврё и Санса.
Несколько лет был в большом фаворе у Людовика XI, который в знак признания заслуг в июне 1462 возвел его владение Ле-Ланд в ранг баронии и предоставил там верховную юрисдикцию.
В августе 1463 король пожаловал Мелёну земли, конфискованные у графа де Даммартена, попавшего в немилость из-за событий времен Прагерии.
8 марта 1465, в начале войны общественного блага назначен губернатором и генеральным наместником в Париже и «в стране и на границах Франции» (то есть Иль-де-Франса), чтобы командовать там в отсутствие короля. По мнению отца Ансельма, которое повторяет Витон де Сент-Але, некоторое время возглавлял все войска Франции и ему недоставало только поста коннетабля.
Во главе большого отряда он отбил у лигеров Жизор и Гурне, занял значительную часть земли Ко, а под Руаном опрокинул шотландские войска, шедшие на помощь мятежному герцогу Гиеньскому.
Командовал обороной Парижа от войск Лиги, но через пять месяцев был заменен графом д'Э, получив капитанство в Эврё и Онфлёре и должность великого магистра Франции. После битвы при Монлери вместе с королем отправился на переговоры с членами Лиги.
В квитанции, выданной 16 июля 1466 Матье Боверле, генеральному сборщику финансов, на 600 ливров, он указан, как Шарль де Мелён, рыцарь, барон де Ланд, великий дворцовый распорядитель (grand maitre d'ostel) Франции и капитан Венсенского леса.
Вскоре после этого впал в немилость в результате интриг кардинала Балю, графа де Даммартена и при содействии королевы.
Даммартен, приговоренный к пожизненному заключению и сбежавший из Бастилии, в январе 1466 при неизвестных обстоятельствах примирился с королем, после чего начал интриговать против своих обидчиков. Он развернул против Мелёна клеветническую кампанию, распуская по столице песенки, высмеивавшие и оскорблявшие сеньора де Нантуйе. Он добился постепенного лишения Мелёна всех должностей: в феврале 1466 у него отобрали отряд из ста копий, в сентябре — должности капитана стражи Мелёна, переданной Франсуа де Лавалю, и Венсенского леса, а в феврале 1467 пост великого магистра Франции, который достался самому Даммартену.
В 1467 году Шарль де Мелён был арестован. Причины конфликта с Балю историкам не вполне понятны. Кардинал по возвращении из Италии был принят в доме у Мелёна, и еще летом 1465 они оставались в дружеских отношениях.
Шарль де Мелён на суде утверждал, что Балю увлекся его молодой женой, которой пытался делать подарки и слал письма. Судьи обвинили сеньора де Нантуйе в том, что он «приказал побить монсеньора кардинала», на что Мелён ответил, что если бы захотел, то просто убил бы его.
Доносчики обвинили Мелёна в связях с изменниками королю, и под пытками он признал контакты с Карлом Смелым, Франциском Бретонским и герцогом Гиеньским, незаконно сместил нескольких королевских чиновников, заключал перемирия, выгодные для принцев, хотел сдать им Париж и вообще участвовал в заговоре против Людовика. 
Ему припомнили двусмысленное поведение во время осады Парижа, когда он не воспрепятствовал сообщениям между горожанами и Лигой, а также обвинили в саботаже во время битвы при Монлери, когда он отказался дать приказ маршалу Руо ударить в тыл противнику с отрядом из двухсот копий.
Вдобавок к этому летом 1468 года в замке Лош за измену был казнен дядя сеньора де Нантуйе, которого также звали Шарлем де Мелёном. Он состоял в охране адмирала Франции и был губернатором замка Юссон, где содержался государственный изменник Антуан де Кастельно, сеньор дю Ло, бывший великий камергер Франции, сбежавший якобы при попустительстве Мелёна.
Дело вели пять судей-комиссаров, в том числе печально известный Тристан Лермит, заключивший сеньора де Нантуйе в замке Шато-Гайяр. Признанный виновным в измене, несмотря на то, что ни одно обвинение не было доказано, Шарль де Мелён был обезглавлен на рынке в соседнем городе Лез-Андели 20 или 22 августа 1468, большая часть его земель конфискована и передана его врагу Даммартену (вдове оставили всего одно имение), после смерти которого Карл VIII реабилитировал Мелёна и частично вернул его наследникам отобранные земли.
Казнь сеньора де Нантуйе описана в «Собрании хроник» Жана де Ваврена:

La cause pourquoy, je ne le say, sinon que telle fut la volonté du roy, qui n'avoit mercy d'homme sur lequel il eust aucune mauvaise souspechon. Et dist on que, du premier cop que le boureil lui donna, il ne luy coppa la teste que au moictié et que le chevalier se revela et dit qu'il n'avoit la mort desservie, mais, puisque s'estoit le plaisir du roy, il prennoit la mort en gré.

(Я не знаю почему, кроме того, что такова была воля короля, который не оказал милости человеку, к которому не было никакого дурного подозрения. И говорили, что первым ударом, который ему нанес палач, он отрубил ему голову не более, чем наполовину, и что рыцарь поднялся и сказал, что смерть его незаслуженна, но поскольку это приятно королю, он примет смерть поневоле. И когда он сказал это, он был обезглавлен.)— Mandrot B. de. Journal de Jean de Roy connu sous le nom de Chrinique scandaleuse. T. I. — P.,1894, p. 210
Филипп де Коммин, очевидно, осведомленный о причинах падения Мелёна, отказывается сообщать подробности интриги. О событиях 1465 года он пишет следующее:

Нантуйе в тот год служил королю так преданно, как не служил королю Франции в тяжелое время ни один подданный, но в конечном счете был плохо вознагражден за это, причем скорее из-за наговора со стороны врагов, чем из-за небрежения короля, что, однако, не может оправдать последнего.
…он относился с крайней недоверчивостью ко многим своим людям, причем без причины. Позднее он мне рассказывал, что как-то ночью заметил открытую в Сент-Антуанской башне дверь, ведущую в поля, и заподозрил в измене мессира Карла де Мелена, поскольку его отец охранял башню. Я же о мессире Карле ничего не скажу, кроме того, что уже говорил, но замечу, что лучшего слуги, чем он, у короля в то время не было.— Филипп де Коммин. Мемуары. М., 1986, с. 11—12, 36

## Семья
1-я жена (21.01.1453): Анн-Филиппа де Ларошфуко, дочь Гийома де Ларошфуко, сеньора де Меллерона, и Маргерит де Торсе
Дети:
- Луи, сеньор де Нантуйе, де Люминьи, барон де Ланд. Крестник Людовика XI, находился под опекой своих дядьев и был объявлен совершеннолетним только в 1487 году. Жена 1): Йонна Санген, дочь Клода Сангена, сеньора де Буазмона в Тьераше, Нёшато-сюр-Эна и Кроктена в Бри, и Антуанетты Эбер; 2): Мишель де Лаплас, дама де Конжи, дочь Жана де Лапласа, советника Парламента, и Филиппы де Вайи
- Аретюза (ум. 8.08.1526). Муж 1): Арман де Вандьер; 2): Оливье де Шапель-Ренсуэн (ум. 1507)
- Прежанта (ум. 15.08.1501), приоресса в Пуасси
- Амбруаза. Муж (25.01.1480): Ардуэн де Майк, сеньор де Брезе и де Мийи. Потомком от этого брака была Клер-Клеманс де Майе-Брезе, жена Великого Конде
- Луиза (ум. ранее 1487). Муж: Филипп де Шампиньи

2-я жена (23.03.1465): Филиппа де Монморанси (ум. 20.11.1516), дочь Жана II де Монморанси, великого камергера Франции, м Маргерит д'Оржемон. Брак бездетный. Вторым браком вышла за Гийома Гуфье, сеньора де Буази
Внебрачная дочь:
N, бастарда де Мелён. Около мая 1466 вышла замуж за Жана Марка, заместителя губернатора Бастилии Филиппа де Мелёна, отца Шарля, каковой Марк вместе с женой был в том же месяце выставлен из Бастилии Жаном Прево, королевским нотарием-секретарем, который прибыл в крепость в среду в канун Вознесения по приказу короля (согласно Постыдной хронике Людовика XI).

## Комментарии
1. ↑  «Его допрос и показания, представленные на процессе, никоим образом не позволяют утверждать, что экс-фаворит предал королевское дело в 1465. Что до остального, манера, в которой Тристан Лермит прервал разбирательство, воспользовавшись отсутствием некоторых из комиссаров, посланных в Санлис, чтобы получить от самого Людовика XI какие-то подтверждения обвинению, является достаточным доказательством чудовищного беззакония, которое царило во всем этом деле. Решение было вынесено 20 августа. Мелён, как кажется, не был совершенно ни в чем уличен, но это нисколько не помешало Тристану Лермиту поспешно объявить его виновным в оскорблении величества и отправить в Пти-Андели, где ему отсекли голову «без обвинения, без изображения процесса и какого-либо приговора»». Mandrot B. de. Journal de Jean de Roye connu sous le nom de Chronique scandaleuse. T. I. — P., 1894, p. 209